# ГЕС Jiǔlónghóngbà
ГЕС Jiǔlónghóngbà (久隆洪坝水电站, також відома як ГЕС Біндонг, 滨东水电站) — гідроелектростанція у центральній частині Китаю в провінції Сичуань. Знаходячись перед ГЕС Хонг 1, входить до складу каскаду на річці Hóngbà, лівій твірній Sōnglín, котра в свою чергує правою притокою Дадухе (впадає праворуч до Міньцзян, великого лівого допливу Янцзи). 
В межах проекту річку перекрили бетонною греблею висотою 10 метрів та довжиною 66 метрів, яка спрямовує воду до басейну для видалення осаду розмірами 19х139 метрів. Далі вона потрапляє до верхнього балансувального резервуару із об’ємом 159 тис м3 (корисний об’єм 151 тис м3) та припустимим коливання рівня поверхні між позначками 1989  та 1996 метрів НРМ.  
Із балансувального резервуару бере початок дериваційний тунель довжиною 4,5 км, який переходить у напірний водовід довжиною 0,8 км з діаметром 2,6 метра (котрий розгалужується на два діаметрами по 1,8 метра). 
Основне обладнання станції становлять дві турбіни типу Френсіс потужністю по 50 МВт, які використовують напір у 410 метрів та забезпечують виробництво 509 млн кВт-год електроенергії на рік.
Видача продукції відбувається по ЛЕП, розрахованій на роботу під напругою 220 кВ.